# Mohamed Amekrane
Mohamed Amekrane (àrab: محمد أمقران, Muḥammad Amqrān) (Rif, 1938 - 13 de gener de 1973) fou un militar de la força aèria marroquí que fou executat arran del fracàs del cop d'estat de 1972 contra el rei Hassan II del Marroc, conegut com el «cop dels aviadors».

## Antecedents
Mohamed Amekrane va néixer al Rif en 1938. En 1963 es va casar amb Malika Amekrane (nascuda el 12 d'agost de 1939), de nacionalitat alemanya. Van tenir dos fills. Raschid va néixer el 3 de febrer de 1964 i Yasmina va néixer el 26 de febrer de 1965. El tinent coronel Amekrane es va convertir en el comandant de la base de la força aèria marroquina a Kenitra. El seu mandat incloïa avions de combat Northrop F-5 subministrat pels Estats Units.

## Intent del cop
En 1972 el ministre de defensa nacional Mohammed Oufkir va posar en marxa un pla per assassinar al rei Hassan II del Marroc. Va ser assistit per Amekrane i un altre oficial d'alt rang. Els motius d'Amekrane semblen haver estat patriòtics, dirigida contra l'elit als que considerava que havien saquejat el seu país després de la independència.
El 16 d'agost de 1972 el rei Hassan II tornava d'un viatge a França en un avió de passatgers Boeing 727. Quatre avions F-5 de la base Kenitra van atacar l'avió del rei quan es va entrar a l'espai aeri marroquí, però tot i que va ser colpejat per moltes bales no va ser desactivat i el rei va resultar il·lès. L'avió de passatgers va ser capaç d'aterrar amb seguretat a l'aeroport de Rabat-Salé. Més tard, les unitats de la força aèria van atacar l'aeroport de Rabat-Salé i el Palau Reial de Rabat, causant alguns morts.

## Conseqüències
La mateixa nit Oufkir va ser cridat al palau, on va morir de múltiples ferides de bala. Oficialment es va dir que la seva mort havia estat per suïcidi. Després d'assabentar-se que l'atac havia fallat, Amekrane va ordenar a la tripulació d'un helicòpter que el transportés a ell i a un altre oficial a Gibraltar, on va sol·licitar asil. En un primer moment foren enviat al menjador d'oficials, però més tard van ser empresonats a la caserna Lathbury. Se'ls va dir que això era per a la seva pròpia protecció.
Després de breus negociacions entre els governs britànic i marroquí, una unitat de la força aèria marroquina va aterrar a Gibraltar i se'n va dur als fugitius de tornada al Marroc. Més tard el ministre d'Exteriors britànic Sir Alec Douglas-Home més tard que s'havia acordat que no serien executats.
Amekrane va ser jutjat i condemnat a mort per un tribunal marroquí. Va ser executat per un escamot d'afusellament el 13 de gener de 1973. Va ser enterrat a Chefchaouen el 15 de gener de 1973. Una gran multitud va assistir al seu funeral. Onze pilots van ser condemnats a mort després d'un judici curt. Trenta-cinc altres van rebre penes de presó, que van servir en règim d'aïllament a la presó de Tazmamart al desert del sud-est.
El dia després de l'intent de cop, Malika Amekrane va deixar al país amb els seus fills i es va ocultar. Va reclamar al govern britànic una indemnització en virtut del Convenció Europea de Drets Humans. Els britànics va negar la responsabilitat, però va fer un pagament graciable de £37,500.